# Pons de Marseille (vicomte)
Pour les articles homonymes, voir Pons de Marseille.
Pons est un vicomte de Marseille signalé dans une charte de 965.
Son prédécesseur a pu être Arlulf, si tant est que ce dernier fut réellement vicomte de Marseille et le fils d'Arlulf, Guillaume, est vicomte de Marseille en 977. Comme Guillaume est père et grand-père de deux Pons, tous deux évêques de Marseille, il est possible que le vicomte Pons soit un parent d'Arlulf.
Certains historiens ont voulu l'identifier à Pons l'Ancien, un seigneur arlésien ancêtre de la maison des Baux, mais Pierre Conso est muet sur le sujet, mentionnant ses possessions arlésiennes et signalant que les domaines proches de Marseille possédés par la famille des Baux (Berre et Marignane) sont entrés dans le patrimoine familial par les épouses de Pons l'Ancien et de Pons le Jeune.